# Richard Frankenberger

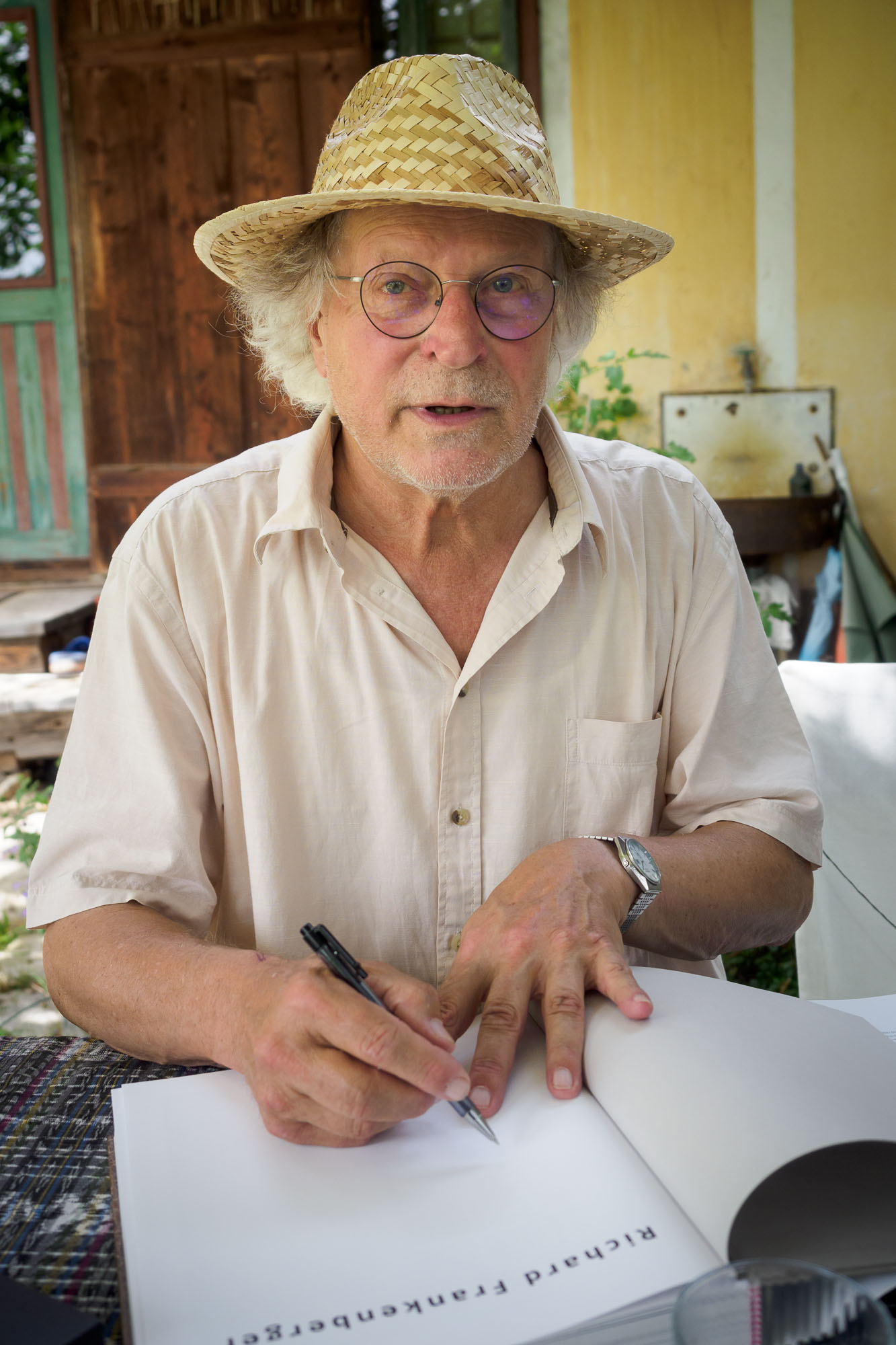
Richard Frankenberger beim Signieren einer Monographie, 2021

Richard Frankenberger (* 18. Juli 1947 in Hochenegg, Gemeinde Ilz (Steiermark)) ist ein österreichischer Künstler. Er lebt und arbeitet in Pischelsdorf am Kulm.

## Leben
Frankenberger besuchte von 1961 bis 1965 die die Bildhauer-Klasse an der Ortweinschule in Graz. Von 1968 bis 1972 studierte er Malerei bei Gustav Hessing an der Akademie der bildenden Künste Wien. Studienaufenthalte führten ihn nach Frankreich, Deutschland und Jugoslawien. 1977 ließ er sich mit seiner Frau Reserl Frankenberger am Fuß des Kulm (Oststeiermark) nieder. Von 1981 bis zur Pensionierung 2010 unterrichtete Frankenberger an der Ortweinschule in Graz, von 2000 bis 2010 leitete er die Meisterklasse für Malerei.

## Werk
In seinem frühen Schaffen widmete sich Frankenberger der Malerei und dem Aquarell. Seine Natur- und Landschaftsbilder sind gekennzeichnet durch eine „dynamisch skizzenhafte Malweise, in der sich offene und transparente Farbformen mit teils rhythmisch geschwungenen, teils blockhaften Strukturen verbinden“, schreibt Rainer Fuchs, Chefkurator des Museums Moderner Kunst (mumok), in einer 2017 erschienenen Monografie zu Frankenbergers Malerei.

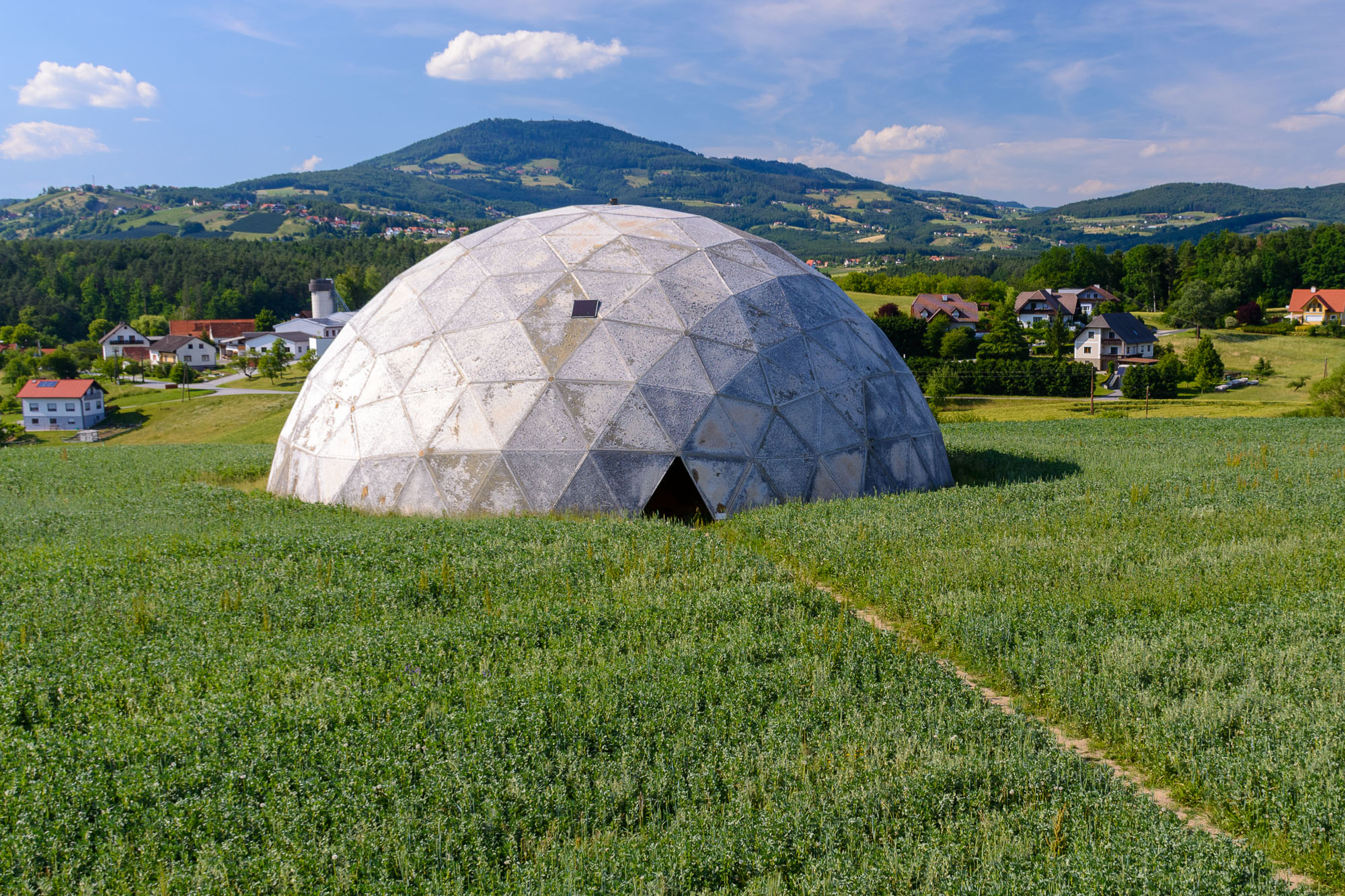
Richard Frankenbergers Land-Art-Projekt "Dom" mit Kulm im Hintergrund

Ab 1993 wendet sich Frankenberger der Sozialen Plastik zu. Er gründet die Kulturinitiative K.U.L.M., die sich in Ausstellungen, Aktionen und Symposien mit den Themen Kunst, Gesellschaft und Ökologie befasst, unter anderem im Rahmen des Kunstfestivals Steirischer Herbst. Frankenberger gewinnt Intellektuelle wie den Schriftsteller Robert Menasse und die Kunstkritiker Wolfgang Ullrich und Aurel Schmidt als wiederkehrende Teilnehmer an den Veranstaltungen.
2003 ist die Kulturinitiative mit dem Projekt „Nomadin“ im Programm des Kulturhauptstadtjahres „Graz 2003“ vertreten. 2011 wird das Land-Art-Projekt „Dom“ präsentiert: eine geodätische Kuppel von 20 Meter Durchmesser, die auf einem Feld an der B 54 Wechselbundesstraße nahe Pischelsdorf mit Blick auf den Kulm errichtet wird und seither als Landmarke fungiert.
2018 wird eine Arbeit von Frankenberger als Cover für das Theater-der-Zeit-Buch „The European Balcony Project. The Emancipation of the European Citizens“ verwendet.

## Ausstellungen (Auswahl)
- 1977: Aquarelle. Theseustempel im Volksgarten, Wien
- 1987: Grafik und Malerei. Schloss St. Martin, Graz
- 1991: Bilder & Assoziationen. Weberhaus, Weiz
- 1998: Gruppenausstellung K.U.L.M. Schwimmhalle Schloss Plön (D)
- 2002: Gruppenausstellung K.U.L.M.ination. Kunsthalle Exnergasse, Wien
- 2006: Gruppenausstellung K.U.L.M. Periphere Strukturen. Kunsthalle Feldbach
- 2007: TOO FAR. Positionen aus der Vorstadt. Kulturzentrum bei den Minoriten, Graz
- 2017: Arbeit an der Natur. Schloss St. Martin, Graz
- 2019: Diese Katze ist die Sonne selbst – Am Anfang gegenseitiger Begegnungen. (Beteiligung) Liechtensteinisches Landesmuseum, Vaduz (FL)

## Bücher (Auswahl)
Als Herausgeber:
- Richard Frankenberger (Hrsg.): K.U.L.M. Mitteilungen 1–3. Drei Bände im Schuber. Edition Keiper: Graz 2015. ISBN 978-3-902901-67-5

Monografien:
- Elisabeth Wahl (Hrsg.): Richard Frankenberger. Landschaften – Aquarelle und Zeichnungen 1965 bis 1993. Mit einem Text von Rainer Fuchs. Verlag Bibliothek der Provinz: Weitra 2017. ISBN 978-3-99028-677-7
- Rainer Fuchs, Johannes Rauchenberger (Hrsg.): Richard Frankenberger: Natur. Gesellschaft. Widerstand. / Nature. Society. Resistance. Verlag Bibliothek der Provinz: Weitra 2021. ISBN 978-3-99028-993-8